# カンタベリー湾
カンタベリー湾（Canterbury Bight）は、ニュージーランド南島の東海岸にあるバンクス半島の南に位置する湾である。ラカイア川（w:Rakaia River）やランギタタ川（w:Rangitata River）などの河口がある。湾の外には太平洋が広がっている。